# Campeonato colombiano 1954
El Campeonato colombiano 1954 fue el séptimo torneo de la Categoría Primera A del fútbol profesional colombiano en la historia. 
Atlético Nacional se coronó campeón por primera vez en su historia frente al América de Cali en Palmira con un resultado de 6-2 de la mano del Argentino Fernando Paternoster.

## Desarrollo
Por problemas económicos, se ausentaron de este campeonato: Atlético Bucaramanga, Cúcuta Deportivo, Deportivo Pereira y Junior. Entre tanto, Sporting de Barranquilla desapareció, y reaparecieron América de Cali e Independiente Medellín.
Fue un torneo marcado por la crisis económica pues 4 partidos no se jugaron, y el América de Cali tuvo que jugar en calidad de local en Palmira dado que la coexistencia de 3 equipos en Cali afectaba la programación del campeonato los días domingo.
Carlos Alberto Gambina marcó cinco goles en su debut oficial en el triunfo del Atlético Nacional 8-1 al Unión Magdalena lo cual ayudó a que fuera el goleador del campeonato.
Atlético Nacional consiguió su mayor victoria en calidad de visitante sobre Santa Fe en Bogotá 2-8. El 26 de septiembre ganó el clásico paisa frente al Independiente Medellín por 1-0, coronándose campeón tres fechas antes del final. No obstante por cuestiones de calendario, dio la vuelta olímpica en Palmira ante el América de Cali.

## Datos de los clubes
| Equipo                 | Departamento    | Ciudad      |
| ---------------------- | --------------- | ----------- |
| América de Cali        | Valle del Cauca | Palmira     |
| Atlético Manizales     | Caldas          | Manizales   |
| Atlético Nacional      | Antioquia       | Medellín    |
| Boca Juniors de Cali   | Valle del Cauca | Cali        |
| Deportes Quindío       | Caldas          | Armenia     |
| Deportivo Cali         | Valle del Cauca | Cali        |
| Independiente Medellín | Antioquia       | Medellín    |
| Millonarios            | Bogotá, D. C.   | Bogotá      |
| Independiente Santa Fe | Bogotá, D. C.   | Bogotá      |
| Unión Magdalena        | Magdalena       | Santa Marta |

## Clasificación
| Pos. | Equipo                 | Pts. | PJ | G  | E | P  | GF | GC | Dif. | Clasificación |
| ---- | ---------------------- | ---- | -- | -- | - | -- | -- | -- | ---- | ------------- |
| 1    | Atlético Nacional      | 31   | 18 | 14 | 3 | 1  | 58 | 26 | +32  | Campeón.      |
| 2    | Deportes Quindío       | 25   | 18 | 11 | 3 | 4  | 56 | 27 | +29  |               |
| 3    | Independiente Medellín | 24   | 18 | 11 | 2 | 5  | 48 | 24 | +24  |               |
| 4    | Atlético Manizales     | 20   | 18 | 8  | 4 | 6  | 31 | 34 | −3   |               |
| 5    | Millonarios            | 18   | 17 | 7  | 4 | 6  | 31 | 28 | +3   |               |
| 6    | Boca Juniors de Cali   | 15   | 16 | 6  | 3 | 7  | 32 | 32 | 0    |               |
| 7    | América de Cali        | 15   | 18 | 4  | 7 | 7  | 33 | 47 | −14  |               |
| 8    | Unión Magdalena        | 12   | 17 | 5  | 2 | 10 | 20 | 36 | −16  |               |
| 9    | Deportivo Cali         | 7    | 17 | 2  | 3 | 12 | 24 | 44 | −20  |               |
| 10   | Santa Fe               | 5    | 15 | 1  | 3 | 11 | 16 | 51 | −35  |               |

 Fuente: Rsssf

## Resultados
Fecha 01 (abril 04)
| Nacional     | 8 | 1 | Unión Magdalena    |
| Boca Juniors | 0 | 2 | Atlético Manizales |
| Cali         | 1 | 3 | Millonarios        |
| Santa Fe     | 1 | 2 | Medellín           |
| Quindío      | 3 | 3 | América            |

Fecha 02 (abril 11)
| América         | 1 | 5 | Boca Juniors       |
| Cali            | 2 | 1 | Atlético Manizales |
| Medellín        | 5 | 4 | Quindío            |
| Millonarios     | 1 | 1 | Nacional           |
| Unión Magdalena | 2 | 2 | Santa Fe           |

Fecha 03 (abril 18)'
| Nacional           | 2 | 1 | Cali            |
| Boca Juniors       | 1 | 4 | Medellín        |
| Santa Fe           | 0 | 1 | Millonarios     |
| Atlético Manizales | 0 | 0 | América         |
| Quindío            | 6 | 0 | Unión Magdalena |

Fecha 04 (abril 25)
| Cali               | 2 | 1 | Santa Fe     |
| Medellín           | 6 | 1 | América      |
| Atlético Manizales | 2 | 5 | Nacional     |
| Millonarios        | 3 | 5 | Quindío      |
| Unión Magdalena    | 4 | 2 | Boca Juniors |

Fecha 05 (mayo 01)
| América      | 4 | 2 | Unión Magdalena    |
| Boca Juniors | 2 | 2 | Millonarios        |
| Medellín     | 6 | 1 | Atlético Manizales |
| Santa Fe     | 2 | 8 | Nacional           |
| Quindío      | 5 | 2 | Cali               |

Fecha 06 (mayo 09)
| Nacional           | 1 | 0 | Quindío      |
| Cali               | 0 | 2 | Boca Juniors |
| Atlético Manizales | 2 | 2 | Santa Fe     |
| Millonarios        | 1 | 2 | América      |
| Unión Magdalena    | 1 | 0 | Medellín     |

Fecha 07 (mayo 16)
| Boca Juniors       | 2 | 4 | Quindio     |
| Medellín           | 2 | 2 | Nacional    |
| Santa Fe           | 3 | 0 | América     |
| Atlético Manizales | 3 | 0 | Millonarios |
| Unión Magdalena    | 3 | 0 | Cali        |

Fecha 08 (mayo 23)
| América         | 2 | 1 | Cali               |
| Boca Juniors    | 2 | 2 | Nacional           |
| Medellín        | 0 | 2 | Millonarios        |
| Quindío         | 3 | 1 | Santa Fe           |
| Unión Magdalena | 1 | 2 | Atlético Manizales |

Fecha 09 (mayo 30)
| Nacional        | 5 | 2 | América            |
| Cali            | 0 | 1 | Medellín           |
| Santa Fe        |   |   | Boca Juniors       |
| Quindío         | 0 | 1 | Atlético Manizales |
| Unión Magdalena |   |   | Millonarios        |

Fecha 10 (agosto 15)
| América            | 2 | 2 | Quindío      |
| Medellín           | 6 | 0 | Santa Fe     |
| Atlético Manizales | 0 | 4 | Boca Juniors |
| Millonarios        | 2 | 2 | Cali         |
| Unión Magdalena    | 0 | 1 | Nacional     |

Fecha 11 (agosto 22)
| Nacional           | 3 | 2 | Millonarios     |
| Boca Juniors       | 4 | 1 | América         |
| Santa Fe           | 3 | 3 | Unión Magdalena |
| Atlético Manizales | 5 | 2 | Cali            |
| Quindío            | 2 | 1 | Medellín        |

Fecha 12 (agosto 29)
| América         | 1 | 1 | Atlético Manizales |
| Cali            | 3 | 4 | Nacional           |
| Medellín        | 3 | 1 | Boca Juniors       |
| Millonarios     | 6 | 0 | Santa Fe           |
| Unión Magdalena | 1 | 4 | Quindío            |

Fecha 13 (septiembre 05)
| América      | 1 | 1 | Medellín           |
| Nacional     | 2 | 1 | Atlético Manizales |
| Boca Juniors | 1 | 0 | Unión Magdalena    |
| Santa Fe     |   |   | Cali               |
| Quindío      | 3 | 0 | Millonarios        |

Fecha 14 (septiembre 12)
| Nacional           | 2 | 0 | Santa Fe     |
| Cali               | 1 | 3 | Quindío      |
| Atlético Manizales | 2 | 5 | Medellín     |
| Millonarios        | 1 | 0 | Boca Juniors |
| Unión Magdalena    | 1 | 0 | América      |

Fecha 15 (septiembre 19)
| América      | 2 | 2 | Millonarios        |
| Boca Juniors | 2 | 2 | Cali               |
| Medellín     | 1 | 0 | Unión Magdalena    |
| Santa Fe     | 0 | 2 | Atlético Manizales |
| Quindío      | 1 | 2 | Nacional           |

Fecha 16 (septiembre 26)
| América     | 6 | 1 | Santa Fe           |
| Nacional    | 1 | 0 | Medellín           |
| Cali        | 0 | 1 | Unión Magdalena    |
| Millonarios | 2 | 4 | Atlético Manizales |
| Quindío     | 3 | 0 | Boca Juniors       |

Fecha 17 (octubre 03)
| Nacional           | 3 | 4 | Boca Juniors    |
| Cali               | 3 | 3 | América         |
| Santa Fe           | 0 | 6 | Quindío         |
| Atlético Manizales | 1 | 0 | Unión Magdalena |
| Millonarios        | 2 | 1 | Medellín        |

Fecha 18 (octubre 10)
| América            | 2 | 6 | Nacional        |
| Boca Juniors       |   |   | Santa Fe        |
| Medellín           | 4 | 2 | Cali            |
| Atlético Manizales | 2 | 2 | Quindío         |
| Millonarios        | 1 | 0 | Unión Magdalena |

| 1954                   | AME   | BJC   | CAL | MAG   | MAN | DIM | MIL   | NAL | QUI | SFE |
| América de Cali        |       | 1:5   | 2:1 | 4:2   | 1:1 | 1:1 | 2:2   | 2:6 | 2:2 | 6:1 |
| Boca Juniors de Cali   | 4:1   |       | 2:2 | (1:0) | 0:2 | 1:4 | 2:2   | 2:2 | 2:4 |     |
| Deportivo Cali         | 3:3   | 0:2   |     | 0:1   | 2:1 | 0:1 | 1:3   | 3:4 | 1:3 | 2:1 |
| Unión Magdalena        | (1:0) | 4:2   | 3:0 |       | 1:2 | 1:0 | (0:1) | 0:1 | 1:4 | 2:2 |
| Atlético Manizales     | 0:0   | 0:4   | 5:2 | (1:0) |     | 2:5 | 2:0   | 2:5 | 2:2 | 2:2 |
| Independiente Medellín | 6:1   | 3:1   | 4:2 | (1:0) | 6:1 |     | 0:2   | 2:2 | 5:4 | 6:0 |
| Millonarios            | 1:2   | (1:0) | 2:2 |       | 2:4 | 2:1 |       | 1:1 | 3:5 | 6:0 |
| Atlético Nacional      | 5:2   | 3:4   | 2:1 | 8:1   | 2:1 | 1:0 | 3:2   |     | 1:0 | 2:0 |
| Deportes Quindío       | 3:3   | 3:0   | 5:2 | 6:0   | 0:1 | 2:1 | 3:0   | 1:2 |     | 3:1 |
| Independiente Santa Fe | 3:0   |       |     | 3:3   | 0:2 | 1:2 | 0:1   | 2:8 | 0:6 |     |

- (-) Partidos por W.O.
- (Rojo) Partido no disputado.

|                                       |
| Bandera de Colombia                   |
| Campeón Atlético Nacional 1.er título |

## Goleadores
| Jugador          | Equipo                 | Goles |
| ---------------- | ---------------------- | ----- |
| Carlos Gambina   | Atlético Nacional      | 21    |
| Antonio Sacco    | Independiente Medellín | 19    |
| Mario Garelli    | Deportes Quindío       | 14    |
| Alfredo Mosquera | Atlético Nacional      | 11    |
| Alberto Cazaubón | Deportes Quindío       | 11    |
| Ruben Padín      | Atlético Manizales     | 11    |